# Franziskanerkloster Goldberg
Koordinaten: 51° 7′ 27,9″ N, 15° 55′ 8,1″ O

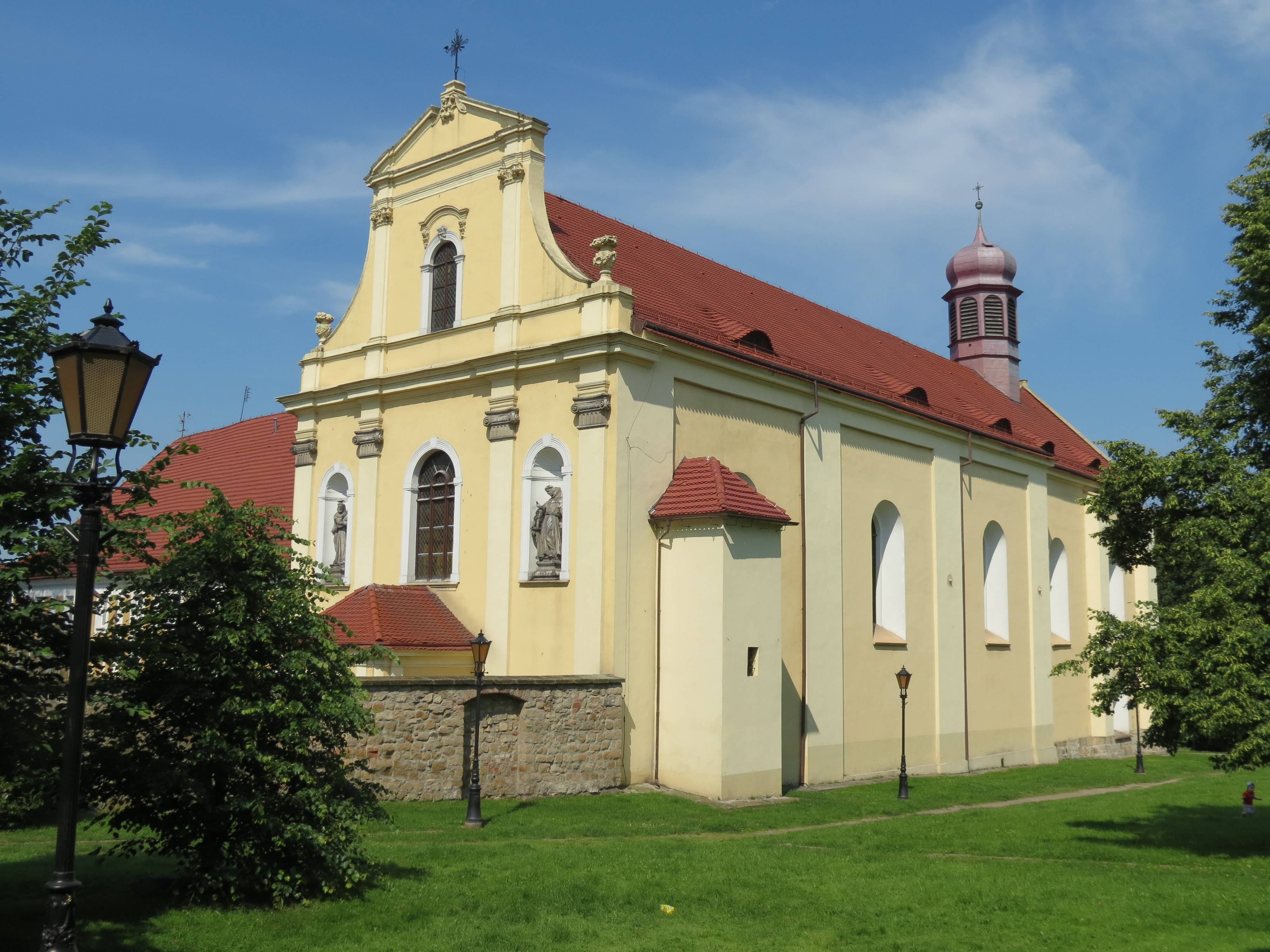
Ehemalige Franziskanerklosterkirche

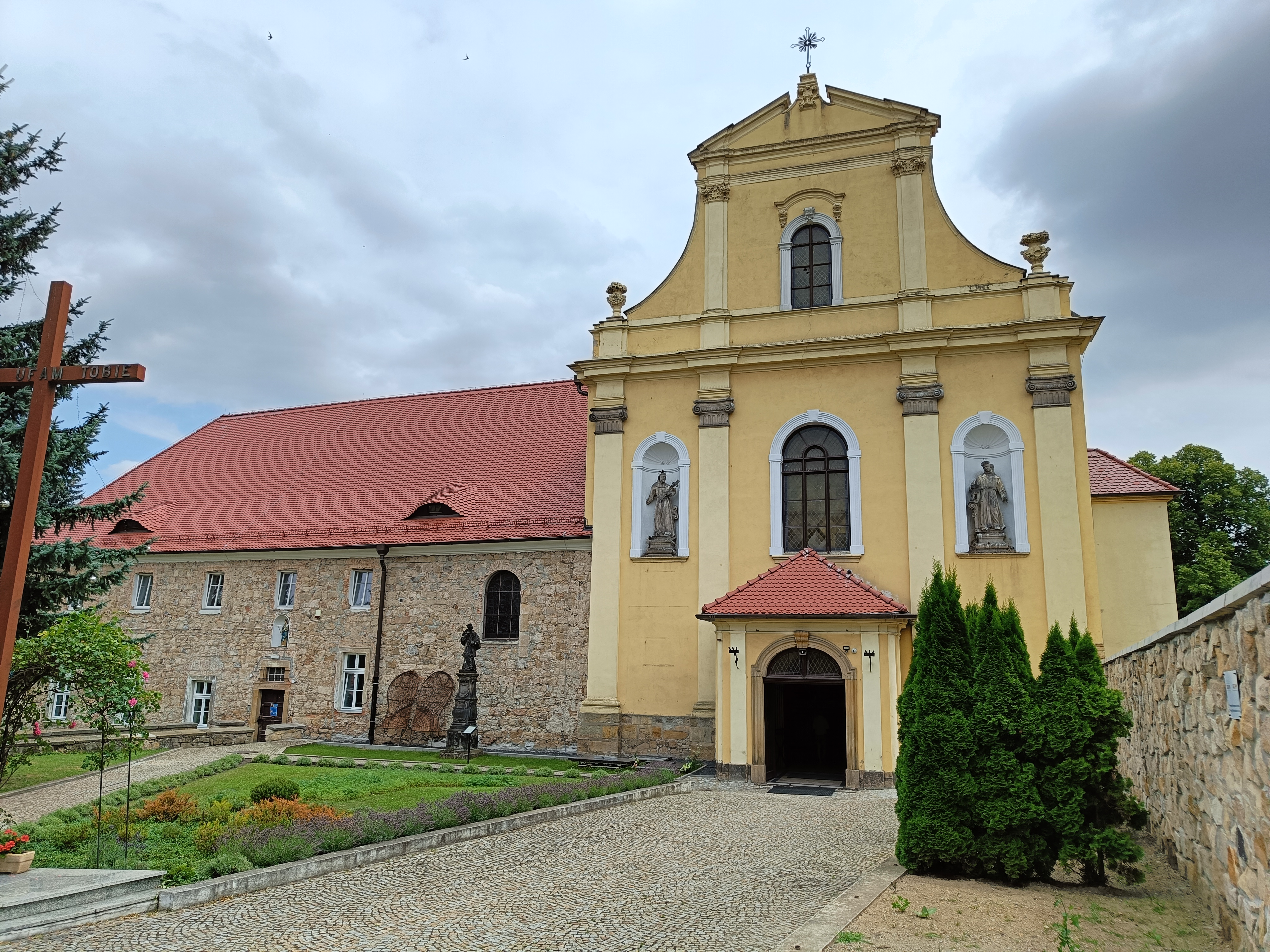
Westseite der Klosterkirche und der Konventsgebäude

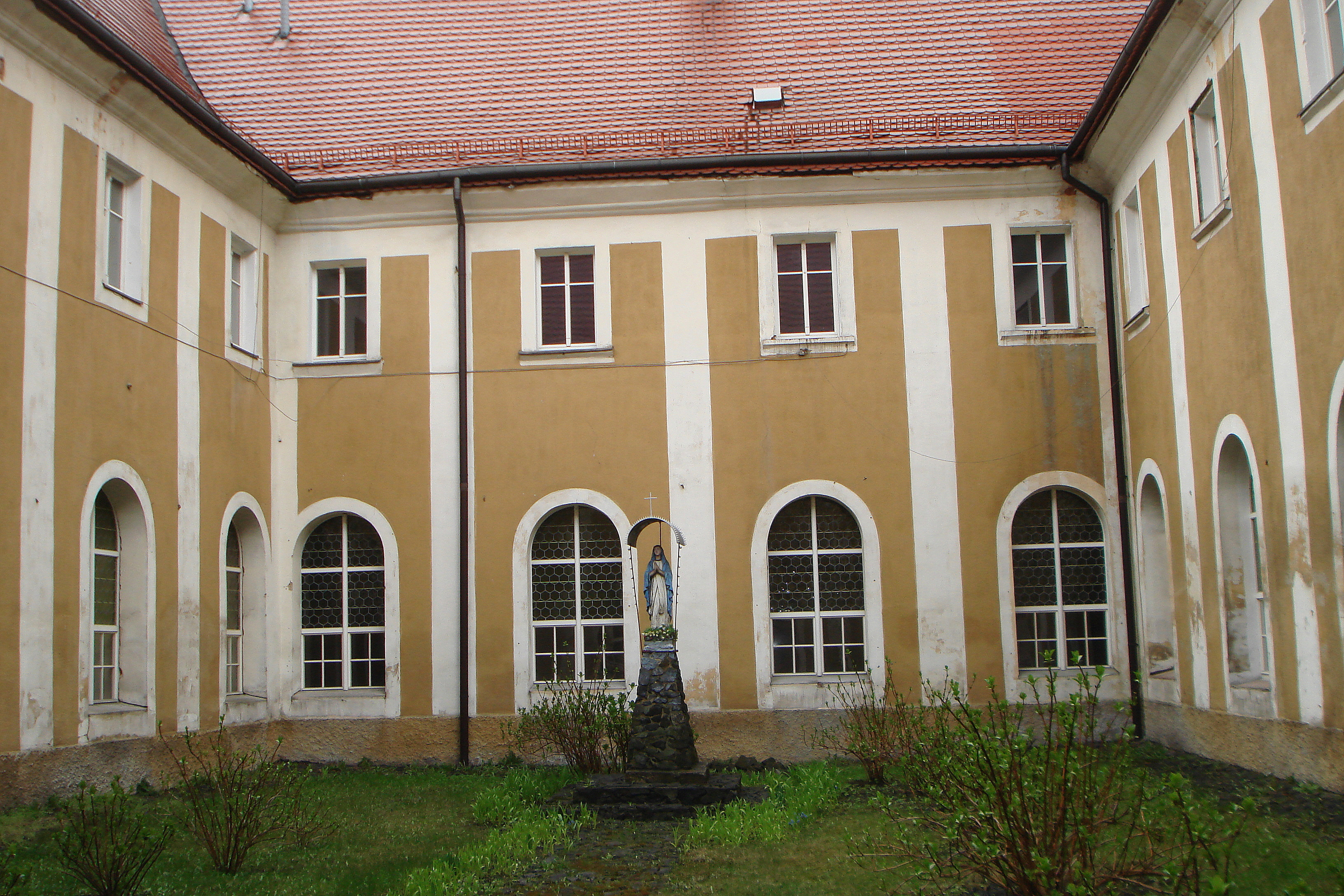
Innenhof der Klostergebäude

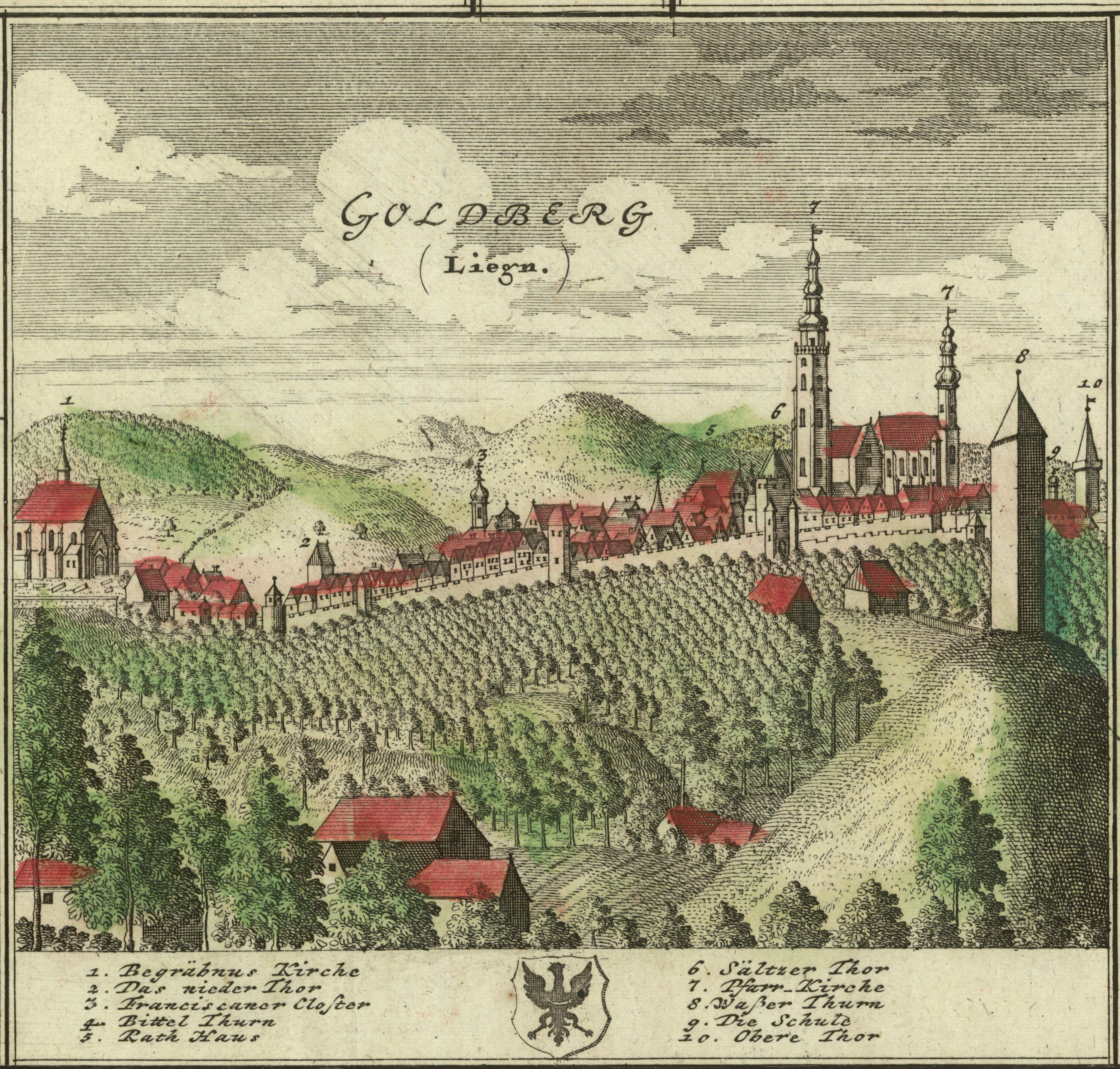
Goldberg um 1735, die Franziskanerklosterkirche hat die Nr. 3 (aus Werner, Scenographia Urbium Silesiae. Tab. V.)

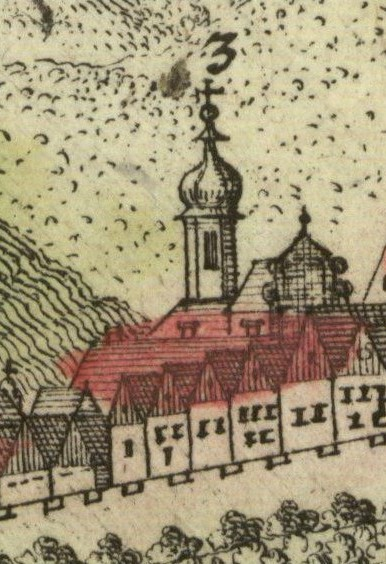
Franziskanerkirche Goldberg um 1735 (aus Werner, Scenographia Urbium Silesiae. Tab. V.)

Das Franziskanerkloster Goldberg war ein Kloster des 1209 gegründeten Franziskanerordens (lateinisch Ordo fratrum minorum, deutsch: Orden der Minderen Brüder, Ordenskürzel OFM, auch Franziskaner-Observanten) in Goldberg, zunächst im damaligen Herzogtum Schlesien, und zuletzt im Herzogtum Liegnitz in Schlesien, seit 1945 Złotoryja in der Woiwodschaft Niederschlesien (Polen). Das Kloster wurde um 1240 (?1232) gegründet und war ab 1274 Sitz einer Kustodie der Sächsischen Franziskanerprovinz (Kustodie Goldberg). 1523 wurde die Kustodie aufgelöst und der Goldberger Konvent an die böhmische Franziskanerprovinz angeschlossen. Nach der Einführung der Reformation im Herzogtum Liegnitz und damit auch in Goldberg löste sich der Goldberger Konvent zwischen 1526 und 1530 auf. 1704 wurde das Kloster von böhmischen Franziskaner(-Observanten) wieder besiedelt; 1810 wurde das Kloster endgültig aufgelöst.

## Lage
Das Kloster lag am Ostrand der Altstadt von Goldberg dicht an der Stadtmauer. Die ursprüngliche Klosterkirche hatte wahrscheinlich das Patrozinium des Antonius von Padua. Die um/vor 1735 neu erbaute Klosterkirche und die ebenfalls neu erbauten Klostergebäude sind erhalten. Diese Klosterkirche hat(te) das Patrozinium der hl. Hedwig.

## Geschichte
Die genaue Gründungszeit dieses Klosters ist nicht zweifelsfrei bekannt, und die Angaben in der Literatur differieren z. T. deutlich. Ein erster urkundlicher Beleg der Existenz des Klosters stammt erst vom 2. Dezember 1258. Darin gibt Herzog Boleslaw II. von Schlesien im Kloster der Franziskaner zu Goldberg die Erklärung ab, dass er zur Buße der von ihm gegenüber Bischof Thomas I. von Breslau verübten Freveltaten eine Bußfahrt mit 100 Rittern nach Breslau machen werde, um die Loslösung von den kirchlichen Strafen, die Bischof Thomas gegen ihn verhängt hatte, zu erlangen. Dies setzt bereits ein weitgehend fertig gebautes Kloster voraus.
Nach einer unsicheren Überlieferung soll aber 1242 bereits ein Provinzialkapitel (Jahresversammlung) der Böhmischen Ordensprovinz in Goldberg stattgefunden haben. Nach Lucius Teichmann und seiner Arbeit im Schlesischen Klosterbuch sollen die Ordensbrüder wohl um 1245 nach Goldberg gekommen sein; er ignoriert damit, dass das oben erwähnte Provinzialkapitel möglicherweise schon 1242/43 in Goldberg stattgefunden hat, was ja ein bereits einigermaßen fertiges Kloster voraussetzt. In seiner jüngeren Publikation Die Franziskanerklöster in Mittel- und Ostdeutschland von 1995 korrigiert er die Gründungszeit auf 1240/45. Schmies und Rakemann geben eine Gründungszeit vor 1244 an, und Eduard Mühle legt sich auf eine Gründungszeit um 1240 fest. Als Gründerin gibt er die Herzogin Hedwig an, die später heilig gesprochen wurde. Winfried Irgang hält sogar die legendenhafte Überlieferung, dass das Kloster im Jahr der Kanonisation des hl. Antonius von Padua 1232 geweiht wurde für denkbar. Das Kloster gehörte bis (wahrscheinlich) 1274 zur Böhmischen Ordensprovinz und zur Kustodie Bautzen (s. u.).

### Die Kustodie Bautzen bzw. Goldberg
Weil sich der Franziskanerorden im 13. Jahrhundert in Europa schnell ausbreitete und zahlreiche Klöster gegfründet wurden, wechselten die Strukturen im Orden mehrfach. Schon 1262 sollte die Kustodie Bautzen von der Böhmischen(-Polnischen) Franziskanerprovinz (Bohemia) abgetrennt und an die Sächsische Franziskanerprovinz (Saxonia) angeschlossen worden. Schon vorher und auch über diesen Beschluss hinaus kam es zu nationalen Spannungen zwischen mehr (oder ausschließlich) deutschsprachigen und slawischsprachigen Franziskanerklöstern der Böhmischen Provinz. 1263 wurde der Böhmisch(-Polnischen) Provinz sogar das Recht entzogen, ihren Provinzialminister selber zu wählen. Lucius Teichmann interpretiert diesen Entzug nicht als Strafe, sondern als Hilfs- und Schutzmaßnahme um die nationalen Spannungen zu glätten. Gerade bei den Wahlen zum Provinzialminister kämen derartige nationale Gegensätze besonders deutlich zum Vorschein. 1263 bestimmte das Generalkapitel Petrus Basztin zum Provinzialminister für die Bohemia, doch diese Maßnahme beendete die Konflikte nicht. 1268 mündeten die Spannungen sogar in einem kurzzeitigen Schisma; es wurde ein zweiter Provinzialminister durch die slawischsprachigen Klöster gewählt. Die Bohemia erhielt erst 1287 wieder das Recht, ihren Provinzialminister selber zu wählen.
Der erste Beschluss zur Abtrennung der Kustodie Bautzen und Anschluss an die Sächsische Franziskanerprovinz wurde aber zunächst nicht umgesetzt, 1266 war der Zustand Status quo ante wieder hergestellt. 1269 erfolgte ein neuer Beschluss, die Kustodie Bautzen an die Sächsische Provinz anzuschließen; auch dieser Beschluss wurde anscheinend nicht sofort umgesetzt. 1274 wurde auf dem Generalkapitel des Ordens in Lyon dann (endgültig) beschlossen, die Kustodien Breslau und Bautzen von der Böhmischen Franziskanerprovinz abzutrennen und der Sächsischen Franziskanerprovinz zuzuweisen. Die Kustodie Bautzen wurde gleichzeitig in Kustodie Goldberg umbenannt, und mutmaßlich wurde auch der Sitz der Kustodie von Bautzen nach Goldberg verlegt.
Das Franziskanerkloster in Goldberg muss zu dieser Zeit also ein relativ bedeutendes Kloster der Franziskaner gewesen sein, wenn es bereits 1274 zum Sitz einer Kustodie aufsteigen konnte. Die Kustodie Goldberg umfasste die Franziskanerkonvente in Goldberg, Bautzen, Crossen, Görlitz, Lauban, Liegnitz, Löbau, Löwenberg, Sagan, Sorau und Zittau. Kirchenrechtlich gehörten die Konvente im Land Budissin (die spätere Oberlausitz) und der Konvent in Sorau in der Mark Lausitz (die spätere Niederlausitz) zum Bistum Meißen. Die fünf schlesischen Konvente lagen kirchenrechtlich im Sprengel des Bistums Breslau.
Die Kustodie Goldberg wurde 1523 nach einigem Hin und Her aufgelöst. Die Konvente Goldberg und Liegnitz wurden an die Böhmische Franziskanerprovinz angeschlossen, die restlichen Konvente der aufgelösten Kustodie wurden in der neuen Kustodie Görlitz zusammengefasst und bei der Sächsischen Franziskanerprovinz belassen (siehe auch unten).

### Kustoden der Kustodie Goldberg
Aus der Zeit, als sich der Kustodiensitz noch in Bautzen befand, sind keine Kustoden namentlich bekannt.
| Amtszeit   | Kustos                    | Anmerkungen                                            |
| ---------- | ------------------------- | ------------------------------------------------------ |
| 1337       | Rodiger                   |                                                        |
| 1342       | Johannes                  |                                                        |
| 1345, 1347 | Petrus                    |                                                        |
| vor 1363   | Paul von Koperitz         |                                                        |
| 1363       | Petrus von Dippoldiswalde |                                                        |
| 1370, 1372 | Johannes von Lauban       | er war vermutlich 1345 Guardian in Lauban              |
| 1378       | Petrus                    | (der o. g. Petrus von Dippoldiswalde?)                 |
| 1433       | Johannes Rasch(ke)        | er war 1429 Guardian des Franziskanerklosters Goldberg |
| 1456       | Jacobus                   |                                                        |
| 1502       | Franciscus Wolpricht      | er war 1490 Guardian in Görlitz                        |
| 1520       | Johann Rapfhel            |                                                        |

### Konflikt mit Domkapitel und Bischof von Breslau
Im Streit in den 1280er Jahren um die Zehnten in den neu angelegten Kolonistendörfern im Herzogtum Schlesien zwischen Herzog Heinrich IV. und dem Breslauer Bischof Thomas II. stand das Kloster auf Seiten des Herzogs.
1285 beschwerte sich das Domkapitel in Breslau auf dem Generalkapitel der Franziskaner zu Mailand über die sächsische Franziskanerprovinz. Bischof Thomas II. von Breslau hatte Herzog Heinrich IV. von Breslau mit dem Interdikt belegt. Gewisse Personen des Ordens, und zwar aus den Konventen Breslau, Neisse, Brieg, Schweidnitz, Goldberg, Löwenberg, Sagan und Namslau hätten sich jedoch gegen den Bischof gestellt und hielten zum Herzog. Das Domkapitel bat das Generalkapitel diesem Gebaren ein Ende zu setzen. Bischof Thomas II. beschwerte sich im selben Jahr auch direkt beim Generalminister über diese Konvente.
1341 fand möglicherweise ein Provinzialkapitel in Goldberg statt. Der Tagungsort ist allerdings etwas unsicher; das Kapitel könnte auch in Angermünde getagt haben.

### Der Einfall der Hussiten
Beim Einfall der Hussiten und der Einnahme der Stadt Goldberg 1428 gingen die Klostergebäude in Flammen auf. 1431 kamen die Hussiten wieder, konnten aber die Stadt diesmal nicht erobern. Aus Angst vor den Hussiten war ein Bruder Thomas aus dem Kloster und aus der Stadt geflohen. Dort wurde er jedoch von den Hussiten ergriffen, in einen hölzernen Käfig gesperrt und vor den Mauern der Stadt verbrannt. Der Wiederaufbau des Klosters zog sich hin und dauerte bis um 1500.

### Besitz und Stiftungen
Das Haus besaß nur wenige Liegenschaften aber einige feste Einkünfte in Form von Zinsen, Vermächtnissen und Messverpflichtungen. Auch hatte das Kloster diverse Kleinodien, die einen gewissen Wert darstellten.
1472 kaufte der Magistrat der Stadt Goldberg die Spitalmühle und das Vorwerk in Hermannsdorf (heute Męcinka). Auf dem Vorwerk hatten der Liegnitzer Bürger Matthias Worsegir und seine Frau 100 Gulden angelegt, die 10 Mark jährlichen Zins einbrachten. Nach dem Tode der Frau sollte ein Teil der Zinsen an das Franziskanerkloster fallen, das dafür einen Jahrtag in der Fastenzeit halten sollte. 1482 verglichen sich der Guardian Jakobus vom Goldberger Konvent und Heinze Zedlitz um einen Zins in Höhe von einer halben Mark. Anscheinend war es vorher zum Streit um die Zahlung dieses Zinses an das Kloster gekommen. 1483 war der Guardian Jakob verärgert darüber, dass Balthasar Moll sein Gut in Brockdorf (?) verkauft hatte, ohne eine Mitteilung an den Guardian zu machen. Das Gut war immerhin dem Kloster zinspflichtig. 1484 begingen drei junge Männer einen Totschlag. Der Haupttäter musste als Sühne zwei Mark zur Finanzierung der neuen Monstranz des Franziskanerklosters bezahlen, außerdem eine halbe Mark Briefgeld und 18 Scheffel Hafer an die Stadt.
Von 1489 stammt ein Verzeichnis der Kleinodien des Goldberger Klosters, darunter vier Kelche, vier silberne Humeralia (Schultertücher), zwei Pacem (oder Pacificale/Kreuze, ein drittes Pacem war verloren gegangen), zwei gute Kapseln (zum Aufbewahren der Hostien), eine davon war mit drei silbernen Schnallen versehen, zwölf gute Kaseln, vier Chorröcke, eine Chorkappe, neun geringerwertige Kaseln, fünf Missalia (Messbücher), und diverse wertvolle Bücher.
1497 erhielt das Kloster einen ablösigen Zins in Höhe von einer Mark aus dem Testament des kindes Mathie, Prancracii Schultis sone. Der Zins konnte mit 10 Mark abgelöst werden. 1498 schenkte Georg Viberg dem Kloster einen jährlichen Zins in Höhe von einer Mark; dafür sollten die Ordensbrüder jährlich eine Messe lesen.
1505 erhielten die Ordensbrüder von Sigmund von Zedlitz eine größere Stiftung in Höhe von einer Mark jährlichen Zinses, Kerzen, Kelch, kirchliche Geräte und einen Wald, den Mönchenwald genannt. Dafür sollten die Ordensbrüder Messen lesen und Fürbitten leisten für ihn, seine Eltern, seine bereits verstorbene Frau und seinen verstorbenen Sohn, sowie für seine übrigen Kinder und alle Mitglieder aus seinem Geschlecht und alle angeheirateten Personen. Nach seinem Tod sollten die Ordensbrüder jährlich an allen Samstagen in der Fastenzeit ein Requiem halten. Auf dem Wald lastete außerdem noch ein Zins in Höhe von zwei Scheffel Hafer, der nach dem Tod des Zedlitz ebenfalls dem Kloster zufiel.
Das Kloster nahm auch Pfründner auf. 1507 schenkte Margareta Tischer ihre ganze Habe dem Franziskanerkloster in Goldberg. Dafür sollte das Kloster sie bis zu ihrem Tod mit Unterkunft, Essen und Trinken versorgen.

### Die Klostergebäude
Die Urkunden vermelden sehr wenig zum Bau oder Umbau der ursprünglichen Klostergebäude bzw. der Klosterkirche (die erhaltenen Klostergebäude stammen aus dem 18. Jahrhundert!). Im Jahr 1499 finden sich aber zwei Geldstiftungen, eine davon explizit mit dem Verwendungszweck. 1499 vermachte Stanislaus Schönwalder, Altarist in der Goldberger Pfarrkirche dem Franziskanerkloster 30 Gulden, die als ein Beitrag zu den Kosten der Einwölbung des Chores der Klosterkirche bestimmt waren. Im selben Jahr musste Macz Herman einen Gulden an das Kloster bezahlen. Hier ist allerdings keine Zweckbestimmung für die Zahlung angegeben. Ebenfalls im Jahr 1499 vermachte die verstorbene Jungfrau Hedwig, die Stieftochter von Hans Reynisch, dem Franziskanerkloster in ihrem Testament fünf Mark zu irem baue.

### Ein Diebstahl im Kloster
1482 war Barbara Brockoffynne, die Köchin des Klosters, entlassen worden und hatte verschiedene (Küchen-)Gerätschaften aus dem Kloster mitgenommen. Sie wurde daraufhin in Haft genommen. Zahlreiche Personen bezeugten, dass die mitgenommenen Gerätschaften dem Kloster gehörten und nicht der Köchin. Die Gerätschaften wurden wieder dem Kloster zurückgegeben. Der Magistrat verpflichtete sie außerdem, dass sie in Zukunft auch keine schlechten Reden über das Kloster verbreiten sollte.

### Hausstudium
Durch die Nennung mehrerer Lektoren, so für 1498 ein Ambrosius und für die Zeit um 1500 Valentinus Gerült, ist ein Hausstudium im Konvent in Goldberg belegt. Es war eines der Studienklöster, in denen der Nachwuchs der Sächsischen Franziskanerprovinz durch Provinzangehörige als Lektoren ihre Ausbildung in den Artes liberales, der 
Philosophie oder Theologie erhielten, wie sie für die Seelsorge und die Predigt notwendig war. So war es auch in den meisten anderen Provinzen des Ordens üblich.

### Die Eingliederung in die Böhmische Franziskanerprovinz
Im 15. Jahrhundert gab es im Franziskanerorden wegen der zunehmenden Verweltlichung mancher Konvente intensive Bestrebungen sich wieder auf die ursprünglichen Ordensregeln zu berufen und das Armutsideal streng zu befolgen. Die Reformen wurden jedoch nicht in allen Konventen gut aufgenommen. Nach Schmies und Rakemann soll um 1481 ein erster Versuch, die Martinianischen Konstitutionen im Goldberger Konvent einzuführen, gescheitert sein. Dem widersprechen aber Regesten, aus denen hervorgeht, dass der Besitz des Klosters bereits 1481 und 1482 von zwei Verwesern verwaltet wurde, die in diesen Jahren ihre Abrechnung präsentierten. 1484 wies die Jahresabrechnung ein Minus von zwei Mark aus. Auch die Jahresrechnung von 1489 hatte ein Minus von vier Mark. Nach den Martinianischen Konstitutionen mussten die Konvente ihren Besitz formal an den Heiligen Stuhl abgeben und von weltlichen Personen verwalten lassen. Sie durften aber Geld abrufen, um ihre Gebäude zu erhalten. Dagegen mussten Franziskanerkonvente, die nach den Regeln der strengeren Observanz lebten, völlig auf Besitz verzichten. Neben den reformierten Konventen (Martinianer und Observanten) bestanden weiterhin franziskanische Konvente mit Besitz. Später, 1517, führte dies zur endgültigen Ordensteilung in zwei eigenständige Orden: Franziskaner (OFM) oder Observanten (ohne Besitz) und Minoriten oder Konventualen (mit Besitz).
Um 1510 strebten die beiden Kustodien Breslau und Goldberg eine Eingliederung in das Böhmische Observantenvikariat an, die jedoch vom Provinzialminister der Saxonia abgelehnt. Demnach war der Konvent in Goldberg bis spätestens 1510 zumindest nach den milderen Martinianischen Konstitutionen reformiert worden. In den Konflikt zwischen Provinzialminister und den beiden Kustodien wurden in der Folgezeit neben den obligatorischen Ordensoberen auch die Räte der betreffenden Städte, die Bischöfe von Breslau und Olmütz, Papst Julius II. und der böhmische König involviert.
1518 wurde die Sächsische Franziskanerprovinz in zwei Provinzen unterteilt, nicht geographisch, sondern nach der Befolgung der milderen Martinianischen Konstitutionen (Saxonia S. Johannis Baptistae) oder der strengeren Observanz (Saxonia S. Crucis). Der Konvent in Goldberg wurde der Saxonia S. Johannis Baptistae angeschlossen.
In der Frage der Umgliederung der Kustodien Breslau und Goldberg von der Sächsischen Franziskanerprovinz zur Böhmischen Franziskanerprovinz kam es auch 1519 nach der Unterteilung der Sächsischen Franziskanerprovinz zu keiner Einigung,
1521 beschloss das Provinzialkapitel der Saxonia S. Johannis Baptistae die Teilung der Provinz. Die Kustodien Leipzig, Meißen, Thüringen, Breslau, Goldberg und Preußen sollten eine neue Obersächsische Provinz (oder Provinz Thuringia) bilden, während die restlichen Kustodien weiterhin in der Niedersächsischen Provinz oder Saxonia S. Johannis Baptistae verbleiben sollten. Mit diesem Beschluss wäre die Kustodie Goldberg und damit der Konvent in Goldberg in eine neue Thüringische oder Obersächsische Franziskanerprovinz transferiert worden. Ob dieser Beschluss, der ohne Zustimmung des Generalkapitels beschlossen wurde, auch umgesetzt wurde, darf bezweifelt werden. Das Generalkapitel in Burgos 1523 erklärte jedenfalls den Beschluss des Provinzialkapitels zur Teilung der Provinz jedenfalls für null und nichtig.
Auf dem Generalkapitel von Capri 1521 kam es nun zu einem Beschluss auf höchster Ebene, die Kustodien Breslau und Goldberg sollten in die Böhmische Provinz eingegliedert werden. Doch auch dieser Beschluss wurde zunächst nicht vollzogen. Das folgende Generalkapitel 1523 in Burgos modifizierte den Beschluss des vorigen Generalkapitels folgendermaßen: die Kustodie Breslau wurde insgesamt an die Böhmische Provinz angeschlossen. Von der Kustodie Goldberg wurden jedoch nur die Konvente in Goldberg und Liegnitz in die Böhmische (Franziskaner-)Provinz eingegliedert. Die Kustodie Goldberg wurde gleichzeitig aufgelöst. Die restlichen Konvente der Kustodie Goldberg wurden in die (neu geschaffene) Kustodie Görlitz der Saxonia S. Joannis Baptistae eingegliedert. Dieser Beschluss scheint letztendlich in Kraft getreten sein. Allerdings überlebten die von der Umgliederung betroffenen Konvente nur um wenige Jahre oder bestenfalls Jahrzehnte.

### Das vorläufige Ende des Klosters in Goldberg
Durch den reformfreudigen Herzog Friedrich II. wurde ab 1526 die Reformation im Herzogtum Liegnitz eingeführt, die sich im Herzogtum und damit auch in der Stadt Goldberg rasch durchsetzte. Die Spendenfreudigkeit der Bevölkerung nahm ab, und der Konvent verlor damit seine Existenzgrundlage. Der Konvent soll nach Teichmann bzw. Schmies und Rakemann zwischen 1526 und 1530 eingegangen sein.
In die Räume des leer stehenden Klosters wurde die städtische Lateinschule verlegt. Der Rektor der Schule Valentin Friedland genannt Trotzendorf wandelte die Schule zum ersten humanistischen Gymnasium Schlesiens um. Die Schüler kamen von weit her auf dieses Gymnasium. Beim Stadtbrand von 1554 wurden auch Klostergebäude (nun Schule) und Kirche zerstört. Die Klostergebäude wurden wieder aufgebaut, da sie für die Schule gebraucht wurden. Die Klosterkirche wurde dagegen nicht wieder errichtet, die Ruinen wurden abgetragen.

### Die Wiederbesiedlung
Ende des 17. Jahrhunderts waren die beiden franziskanischen Orden personell wieder erstarkt, und beide Orden bemühten sich um die Wiederbesiedlung des Klosters in Goldberg. Am 2. Januar 1704 entschied sich Kaiser Leopold I. in seiner Funktion als böhmischer König für die böhmischen Franziskaner(-Observanten). Am 9. April 1704 übergaben die kaiserlichen Delegierten Theophil von Kahl und Ernst Rudolf Matuschka die Klostergebäude und das dazugehörende Areal der Böhmischen Ordensprovinz der Franziskaner(-Observanten), vertreten durch den Definitor Damian Platzer, den Guardian des Franziskanerklosters in Liegnitz Gervasius Hanke sowie den Prediger Epiphanius Piller und den P. Leo Negmann. Die Schule zog in den Zedlitzerhof innerhalb der Stadt um. Der Provinzialminister der böhmischen Franziskanerprovinz Gregor Gerzabek versicherte der Bürgerschaft, dass das Kloster keine handwerklichen oder sonstigen bürgerlichen Tätigkeiten ausüben werde, um die Bürger Goldbergs in ihren Wohlstand nicht zu schmälern. Dies sollte auch nicht durch andere Personen in den Räumen des Klosters geschehen. Außerdem gab der Provinzialminister das Versprechen, das Asylrecht nicht zu missbrauchen und keinen Übeltäter über die Stadtmauer nach draußen hinabzulassen (zur Erinnerung: das Klosterareal grenzte an die Stadtmauer). Er werde den Behörden mitteilen, wenn ein Straftäter den Asylbereich verlasse. Der Stadt wurde freier Zugang zur Stadtmauer eingeräumt. Auch gab der Provinzialminister die Versicherung ab, dass kein Gebäude im an die Stadtmauer grenzenden Klostergarten direkt an die Mauer gebaut werde. Am 10. April 1704 zogen nun drei Ordensbrüder, der Priesterbruder und Praeses (oder Praesidens) Joachim Teichmann, Priesterbruder Leo Negmann und Laienbruder Juvenal Wille in das Kloster ein.  Die Niederlassung war  zunächst eine Residenz unter Leitung eines Praeses oder Praesidens und wurde 1725 zu einem Konvent unter Leitung eines Guardians erhoben.
Mit der Rückkehr des Ordens begann auch der Aufbau einer neuen Klosterkirche, die 1725 fertig gestellt wurde. Nur wenige Jahre später traten erste schwere Baumängel an der Kirche auf; eine Außenwand bekam Risse und senkte sich bedrohlich ab. Ein Gutachten stellte fest, dass entweder schon der Architekt schlecht geplant hatte (zu geringe Tiefe der Fundamente) oder die ausführende Firma schlechte Arbeit abgeliefert hatte. Jedenfalls musste die Kirche abgerissen und die Mauern mussten neu bzw. tiefer fundiert werden. Der Neubau der Klosterkirche war dann 1734 fertig und wurde am 2. Januar 1735 zu Ehren der hl. Hedwig geweiht.

### Klostersiegel
Das Siegel des (wiederbegründeten) Klosters zeigte die hl. Hedwig, die in der Rechten ein Bild der Gottesmutter Maria mit dem Jesuskind unter der Herzogskrone hielt und in der rechten Hand das Szepter. Die Umschrift lautete: SIGILLUM CONVENTUS GOLDBERGENSIS ORDINIS MINORUM REFORMATORUM AD S. HEDWIGEM (‚Siegel des Goldberger Konvents des Ordens der Franziskaner-Reformaten zur hl. Hedwig‘).

### Die Franziskaner übernehmen die Seelsorge für die Katholiken in der Stadt
Als die Franziskaner 1704 in die Stadt kamen, bekamen sie zunächst keine Erlaubnis Predigten oder öffentliche Gottesdienste zu halten. 1707 wurde ihnen die Predigterlaubnis für Sonn- und Feiertage, aber nur für die Nachmittage zugestanden, damit ihre Predigten nicht Gläubige von den Gottesdiensten des Stadtpfarrers abzogen.
Nach den Bestimmungen der Altranstädter Konvention von 1707 hatten die Goldberger Katholiken die Pfarrkirche an die Protestanten abtreten müssen. Die Katholiken der Stadt hatten nun kein Gotteshaus mehr.
1709 erhielten die Franziskaner nun die Erlaubnis, öffentliche Gottesdienste mit Predigt bereits ab 8 Uhr in der Frühe in der im Bau befindlichen Klosterkirche (vermutlich im bereits fertig gestellten Chor?) zu halten. Sie durften den Gläubigen auch alle gewünschten Sakramente spenden. Die Klosterkirche wurde nun eine Quasipfarrei für die Katholiken. Diese Erlaubnis galt zunächst nur für die laufende Osterzeit und sollte danach nur noch bis zu einer Neuregelung Gültigkeit besitzen. Allerdings kam keine Neuregelung zustande, die obige Regelung wurde erst mit der Aufhebung des Klosters 1810 beendet. Der jeweilige Guardian des Klosters war somit zugleich Stadtpfarrer von Goldberg mit einem Jahresgehalt von 125 Talern.

### Preußische Zeit
Mit dem Einmarsch von Friedrich II. in Schlesien und dem Frieden von Berlin kam Schlesien 1742 an Preußen. Friedrich II. drängte daraufhin auf die Loslösung der schlesischen Klöster sämtlicher Orden von den jeweiligen Mutterprovinzen in Österreich, Böhmen und Mähren. 1755 bildete der Generalminister aus den nun in Preußisch-Schlesien gelegenen Franziskanerklöstern der Böhmischen Ordensprovinz eine neue Schlesische Franziskanerprovinz zur hl. Hedwig, der nun auch das Kloster in Goldberg angehörte. 1747 hatte der Konvent 17 Mitglieder,
Mit dem Einzug bzw. Aufbau der preußischen Verwaltung in Goldberg verschlechterte sich zunächst das Verhältnis zwischen Kloster und Stadt. Der neue evangelische Bürgermeister Wolf sperrte dem Quasipfarrer der katholischen Gemeinde zunächst das Gehalt. Auf die Beschwerde des Klosters musste er aber das Gehalt nachzahlen und wurde verpflichtet, den Quasipfarrer weiter zu bezahlen.
Im Verlauf des Zweiten Schlesischen Krieges wurde Goldberg Ende 1744 von österreichischen Truppen besetzt. Mit einer Drohung die Stadt zu plündern versuchten die Truppen 1000 Dukaten von der Stadt zu erpressen. Der Magistrat wandte sich nun an das Kloster, die Ordensbrüder möchten doch mit dem österreichischen Besatzungstrupp wegen der Reduzierung der verlangten 1.000 Dukaten verhandeln. Der Guardian lud die drei höchsten katholischen Offiziere zu einem Frühstück ins Kloster ein und erreichte tatsächlich die Herabsetzung auf 250 Dukaten.

### Die Aufhebung des Klosters
Mit dem Säkularisationsedikt König Friedrich Wilhelms III. vom 30. Oktober 1810 wurde das Franziskanerkloster Goldberg vom preußischen Staat eingezogen. Der Wert des Grundvermögens wurde mit 6.000 Gulden, das Gesamtvermögen nach Abzug der Passiva mit 6.425 Gulden taxiert. Mit der Verstaatlichung des Konvents in Goldberg und der übrigen neun Franziskanerklöster in (Preußisch-)Schlesien wurde auch die Schlesische Franziskanerprovinz zur hl. Hedwig aufgelöst.
Bei der Aufhebung des Klosters 1810 zählte der Konvent noch sieben Mitglieder: den Guardian, drei (weitere) Geistliche und drei Laienbrüder. Kirche und Klostergebäude blieben nach der Aufhebung des Klosters katholisches Pfarrzentrum.

### Klosterobere und andere Klosterämter
Der Guardian war der Vorsteher (oder Oberer) des Klosters. Er wurde auf dem Provinzkapitel gewählt. Die Amtszeit betrug in der Regel drei Jahre, eine Wiederwahl war möglich. Allerdings konnten auch auf Zwischenkapiteln neue Guardiane gewählt oder bestätigt werden, die somit kürzere Amtszeiten hatten. Die geklammerten Zahlen in der Tabelle sind lediglich Nachweise, nicht der Zeitpunkt der Ernennung (oder Dauer der Amtszeit). Der Stellvertreter des Guardians war der Vikar. In kleineren Klöstern war der Präses (oder Praesidens) der Vorsteher (oder Obere). Er wurde vom Provinzial ernannt und fungierte besonders in den ersten Jahren einer Klosterneugründung als Klostervorsteher.
| Amtszeit                       | Guardian/Praesidens                                                                        | Weitere Ordensbrüder und Klosterämter sowie Anmerkungen |
| ------------------------------ | ------------------------------------------------------------------------------------------ | --- |
| (1258)                         | ?Berthold de Ratisbona                                                                     | genannt werden außerdem: Slaute, Provinzialminister, Symonis, custodis Wratislaviensis, Herbod (ohne Titel oder Amt) |
| (1429)                         | Johann(es) Raschke                                                                         | er war 1433 Kustos der Kustodie Goldberg |
| (1. März 1482)                 | Philippus                                                                                  | |
| (30. November 1482) bis (1483) | Jakobus                                                                                    | Johannes, Sacrista, Johannes Falke (ohne Amt) |
| (1498) bis (1499)              | Philippus                                                                                  | (noch der obere Philippus?), Ambrosius, Lektor |
| um 1500, (1506)                | Leonardus Roth                                                                             | um 1500: Valentinus Gerült, Lektor |
| seit 1526 bis zur Auflösung    | NN Hampel                                                                                  | |
| 1704 bis 1708                  | Joachim Teichmann († 1708, wurde in Jauer beigesetzt, da die Kirche noch nicht fertig war) | Praesidens! er war 1702 bis 1703 Guardian in Leobschütz |
| 1708 bis 1709                  | Basilius Frantzke                                                                          | Praesidens! er war 1701 bis 1702 Guardian in Neuhaus, 1704 bis 1706 Guardian in Leobschütz, 1723 bis 1724 Guardian in Liegnitz, 1724 bis 1725 Guardian in Brünn, 1725 bis 1726 Guardian in Znaim                                                                                       |
| 1710 bis 1711                  | Ludwig Ruprecht                                                                            | Praesidens! er war 1722 bis 1723 Guardian in Jauer, 1724 bis 1725 Guardian in Trübau, 1726 bis 1729 Guardian in Leobschütz |
| 1711 bis 1712                  | Valentin Stricker                                                                          | Praesidens! er war 1701 bis 1702 Guardian in Breslau, 1703 bis 1706 Guardian in Znaim, 1710 bis 1711 Praesidens in Liegnitz, 1713 bis 1714 Guardian in Jauer, 1714 bis 1716 Guardian in Brünn                                                                                          |
| 1712 bis ?                     | Elias Freisinger                                                                           | Praesidens! er war 1708 bis 1709 Guardian in Neisse, 1710 bis 1711 Praesidens in Liegnitz |
| 1725 bis 1726                  | Gratianus Patsch                                                                           | erster Guardian! 1729 bis 1731 Guardian in Jauer, 1745/46 Vikar in Namslau |
| 1726 bis 1729                  | Anaklet/Anacletus Keghut                                                                   | er war 1723 bis 1724 Guardian in Brünn, 1730 bis 1732 Guardian in Troppau, 1732 bis 1733 Guardian in Ratibor |
| 1729 bis 1730                  | Chrysostomus Harwig                                                                        | er war 1735 bis 1737 Guardian in Namslau, er wurde 1731 erneut zum Guardian gewählt |
| 1730 bis 1731                  | Laurentius Leiffer                                                                         | |
| 1731 bis 1732                  | Chrysostomus Harwig                                                                        | zweite Amtszeit |
| 1732 bis 1735                  | Deodatus Strauch                                                                           | war 1736 bis 1739 Guardian in Jauer |
| 1735 bis 1736                  | Julius Bittner († 28. November 1740 in Triebau)                                            | er war 1722 bis 1723 Guardian in Troppau, 1725 bis 1726 Guardian in Brünn, 1726 bis 1727 Guardian in Ratibor, 1733 bis 1735 Guardian in Glogau |
| 1736 bis 1737                  | Ägidius Kapp                                                                               | er war 1738 bis 1739 Guardian in Glatz |
| 1737 bis 1738                  | Cyrillus Fritz                                                                             | er war 1720 bis 1721 Guardian in Leobschütz, 1734 bis 1735 in Neisse |
| 1738 bis 1741                  | Saturninus Weinschmidt                                                                     | er war 1720 bis 1721 Guardian in Jauer, 1729 bis 1732 und 1733 bis 1734 Guardian in Namslau, 1734 bis 1736 Guardian in Breslau |
| 1741 bis 1742                  | Antonius Keil                                                                              | |
| 1742 bis 1743                  | Marcellinus Küntzl                                                                         | erste Amtszeit |
| 1743 bis 1744                  | Severus Stoltz                                                                             | |
| 1744 bis 1748                  | Marcellinus Küntzl                                                                         | zweite Amtszeit, Jovita Legutke, Vikar, Casimirus Kraus, Gewöhnlicher Prediger, Joannes Knoer, Feiertagsprediger |
| 1749 bis 1750                  | Donatus Pannoch                                                                            | er war 1745 bis 1746 Guardian in Glogau, (1746) bis (1747) Sonntagsprediger in Glogau, 1751 Vikar in Namslau |
| 1750 bis 1751                  | Erich Glaser                                                                               | 1741 bis 1742 Guardian in Glogau, 1742 bis 1743 Guardian in Jauer, 1746 Vikar in Breslau |
| 1751 bis 1752                  | Coelestinus Hein (* 25. April 1720 in Troppau)                                             | erste Amtszeit, er war 1752 Guardian in Liegnitz, 1755 bis 1757 Guardian in Ratibor, 1751: Servatius Gramnitz, Vikar, Nicolaus Kunerth, Gewöhnlicher Prediger, Victorius Pohl, Praeses Conferent., Quartus Matzack, Feiertagsprediger, Nabor Steiner, Katechist                        |
| 1752 bis 1753                  | Cyrinus Koblitz (* 30. Oktober 1732 in der Grafschaft Glatz)                               | 1746/47 Guardian in Glogau, 1755 bis 1759 Guardian in Leobschütz, 1752: Casparus Geberth, Vikar, Quartus Matsack, Gewöhnlicher Prediger, Ericus Glaser, Praeses Conferent., Macarius Stöhr, Feiertagsprediger, Theodorius Keller, Katechist                                            |
| 1753 bis (1754)                | Amatus Schubert                                                                            | 1754 Sonntagsprediger in Liegnitz |
| (1754)                         | Coelestin Hein                                                                             | zweite Amtszeit |
| (1755)                         | Victorinus (Casparus) Pohl (* 31. Dezember 1706, † 16. August 1781 in Glatz)               | er war 1747 Vikar in Glatz, 1752 Vikar in Jauer, 1764 Guardian in Breslau, 1767 bis 1770 Provinzialminister der Schlesischen Franziskanerprovinz |
| (1758) bis (1759)              | Illrianus Küller                                                                           | Guardian und Curatus, Philibertus Geisler, Vikar, Iuvenalis Hein, Sonntagsprediger |
| (1764)                         | Antonius Rathmann/Rothmann                                                                 | Chrysantus Walther, Vikar, Josephus Kuntze, Sonntagsprediger, Antonius Hampel, Feiertagsprediger |
| (1769) bis (1770)              | Cletus Baudisch                                                                            | Maturinus Schindler, Vikar 1764 Prediger in Glogau |
| (1778) bis (1779)              | Erasmus Steiner                                                                            | er war 1769 Prediger in Jauer, weitere 1778 genannte Brüder und Ämter: Cajus Bathmann/Rathmann, Vikar, Franciscus Melchiori, Sonntagsprediger, Lucius Wurst, Feiertagsprediger und Katechist, Johann Lasseck, Kantor und Organist                                                      |
| (1780)                         | Joannes Nepomucenus Hansel                                                                 | 1782 war er Guardian in Leobschütz, vor 1798 Provinzialminister der Schlesischen Franziskanerprovinz, 1789 und 1798 Guardian in Breslau, weitere Ordensbrüder und Ämter: Zenobius Legutke, Vikar, Patrilius Reisevitz, Sonntagsprediger, Lucius Wurst, Feiertagsprediger und Katechist |
| (1782) bis (1783)              | Antonius Rathmann                                                                          | Servulus Boeheim, Vikar, Benedictus Fengler, Definitor und Sonntagsprediger, Petrus Jokisch, Feiertagsprediger und Katechist |
| (1789)                         | Franciscus Dör                                                                             | Benedictus Fengler, Definitor, Bartholomäus Lindenia, Vikar, Bernardus Kluscke, Sonntagsprediger, Franciscus Melchior, Feiertagsprediger, NN. Kube, Kantor |
| (1800)                         | Servulus Boeheim                                                                           | |
| bis 1810                       | Dominikus (Franz) Alsch                                                                    | letzter Guardian! Otto (Andreas) Gottwald, Pius (Josef) Gottwald, Akkursius (Franz) Streit |